# Busiris (mitología)

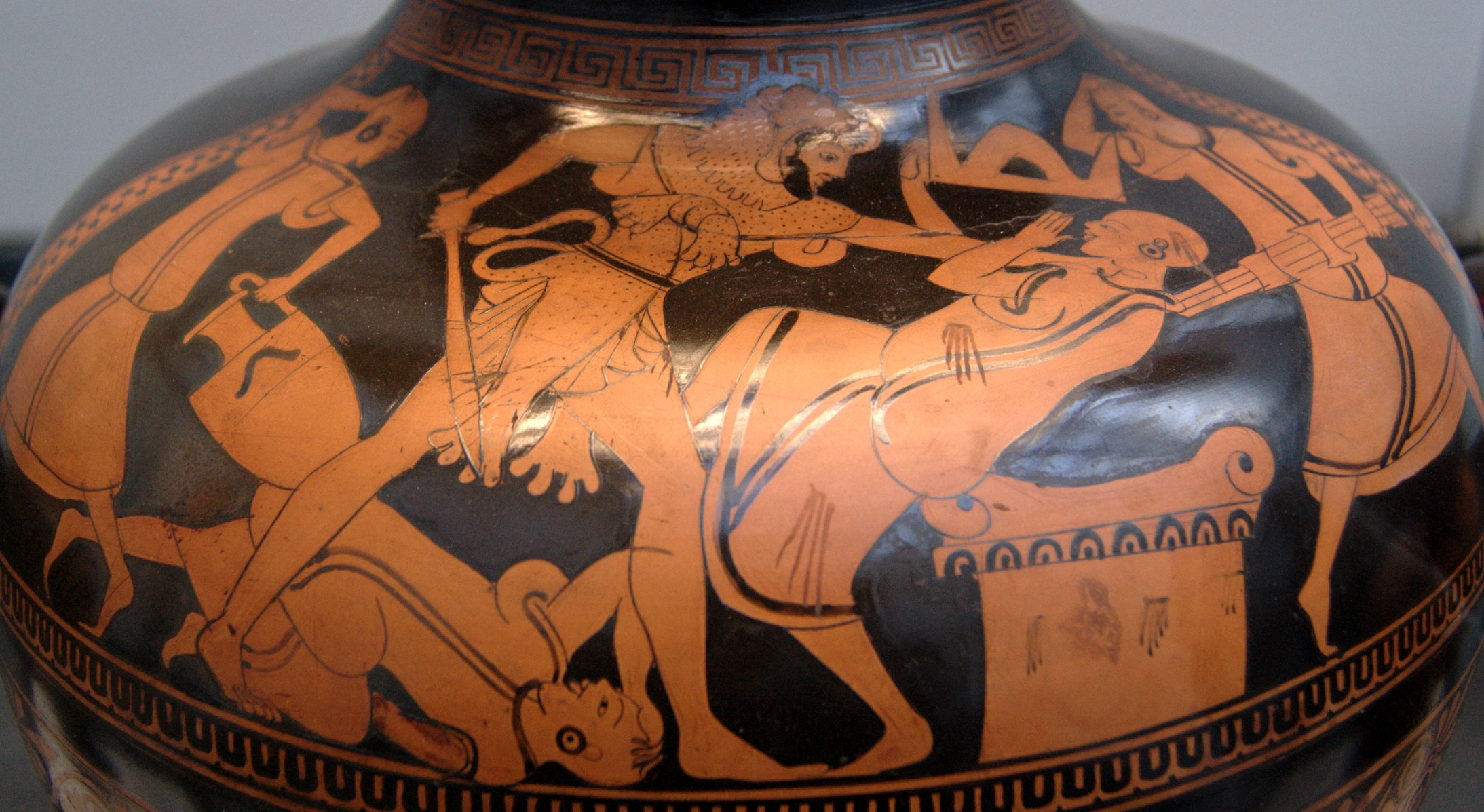
Heracles matando a Busiris y a sus seguidores. Hidria de figuras rojas del Ática, c. 480 a. C., Staatliche Antikensammlungen (Inv. 2428).

Busiris era, en la mitología griega, un rey de Egipto, al que Heracles dio muerte.
Busiris proviene del nombre griego de un lugar en Egipto, que en egipcio, se llamaba Dyed, Djed o Dyedu. Era un centro para el culto a Osiris, y por eso los griegos eligieron este nombre. La palabra Busiris, también se usa para referirse al dios principal de Busiris, un atributo de Osiris.
Busiris es descrito como un rey tirano y cruel, que sojuzgaba el país de Egipto y había expulsado de él a Proteo. Además intentó secuestrar a las bellas Hespérides, lo que ocasionó la ira de los dioses.
Busiris quiso apaciguar la ira de los dioses ofreciendo en sacrificio a todos los extranjeros que pisaran la tierra de Egipto. De esta forma, Heracles llegó a encontrarse entre los que iban a ser sacrificados; sin embargo, el héroe pudo librarse de sus ataduras y dio muerte a Busiris, liberando a los egipcios.